# Hajla
Die Hajla (serbisch-kyrillisch Хајла; albanisch auch Hajlë) ist ein Bergstock im Dinarischen Gebirge mit dem am Ostende Vrh Hajle/Maja e Hajlës (2403 m. i. J.) als höchsten Gipfel. Der Hauptgrat des Massivs bildet die Grenze zwischen dem Kosovo und Montenegro.

## Lage und Landschaft
Der Bergstock gehört zum Hauptkamm der Dinariden und erstreckt sich in nordwestlich-südöstlicher Richtung. Er wird noch teils zu den Mokra Gora gerechnet, und diese wiederum in weiteren Sinne zu den Prokletije südwestlich, der südlichsten Hauptgruppe der Dinariden (Albanische Alpen). In diesem weiteren Sinne wäre der Vrh Hajla der Hauptgipfel der Mokra Gora.
Südlich liegt das Tal Rugovatal mit der Bistrica e Pejës (auch Lumbardh i Pejës oder Pećka Bistrica) und dahinter die Lumbardh-Berge (Ljumbardske planine, Bjeshka e Lumbardhit; 2522 m). Östlich begrenzen die kosovarische Alagina Reka (Rekë e Allagës, Reka e Alags), ein Nebenbach der Pećka Bistrica, und die montenegrinische Bukeljka den Stock zum Ahmica-Štedim-Massiv (Ahmica, 2272 m), der Pass dazwischen ist der Cafa Hajla (Qafa Hajlës, 1884 m). Nördlich trennt die Bjeluha und der oberste Ibar, in den die Bjeluha mündet, den Stock von den Vorbergen, die sich nach Rožaje hinunter ziehen. Dort fließt auch die Bukeljka in den Ibar. Westlich senkt sich der lange Grat über Vranovačka Hajla (Hajla Vranovcit, 2218 m) und Košutanska Hajla (Hajla Koshutanit) zu den Nebengipfeln Maja Dramandol (2120 m), Škreljska Hajla (2011 m), Bregi i Mujit (1941 m) und Krstac (1872 m). Am Pass Ćafa Murgoš (Krstac) schließen westlich die deutlich niedrigeren Berge Murgoš (Murgaš, Mečkin Krš 1854 m) an.
Der Hauptgrat ist scharf geschnitten, zum Hauptgipfel hin nur wenige Schritt breit. Der Berg ist Kalkfels, teils mit alpinen Matten und Latschen bestanden.

„Aber ich wusste jetzt, mit wem ich es zu tun hatte, wer die Hajla war: ein wenige Schritt breiter, scharf geschnittener Grat, dessen steiles Süddach im Vergleich zum senkrechten Felssturz auf der Nordseite geradezu sanft war.“

## Wege, Erschließung und Natur
Das naturbelassene Massiv lässt sich gut überschreiten. Aufstiege sind von Norden vom Dorf Bandžov möglich, von Süden von den Orten an der Pećka Bistrica wie Hokaj, Drelaj und Boga (am Bach Lumi i Pejës). Direkt südlich unterhalb des Hauptgipfels liegt die Schutzhütte Vranovac. Der Berg ist auch als Klettergebiet geeignet.
Die kosovarische Südabdachung des Hajla gehört mit der Rugova-Schlucht, der Pećka Bistrica und den Bergen südlich zum Nationalpark Bjeshkët e Namuna të Kosovës.